# Nagyvázsony
Nagyvázsony è un comune dell'Ungheria di 1.803 abitanti (dati 2001). È situato nella contea di Veszprém.